# Shangdi
Shangdi (chiń. 上帝; pinyin Shàngdì; dosł. „Najwyższy Przodek, Najwyższy Władca”) – w mitologii chińskiej najwyższy i najważniejszy bóg, stwórca, uważany za personifikację Nieba (Tian). 
Kult Shangdi pojawił się w okresie dynastii Shang. Był oficjalnym kultem państwowym, a ofiary bóstwu składali cesarze. Postrzegany był jako nadziemska istota zsyłająca ludziom powodzenie lub klęskę. Był bóstwem sprowadzającym deszcz i pioruny oraz kontrolującym wiatry. W późnym okresie Shang był postrzegany jako istota przewodnicząca przodkom i innym bóstwom, zaś w okresie dynastii Zhou jego kult zlał się całkowicie z bardziej uniwersalnym kultem Nieba (Tian).

## Shangdi a chrześcijaństwo
Po przybyciu pierwszych misjonarzy jezuickich do Chin zwrócono uwagę na podobieństwo Shangdi do chrześcijańskiego Boga. Matteo Ricci wysunął pogląd, że religia chińska była pierwotnie monoteistyczna, zaś Shangdi jest tożsamy z chrześcijańskim pojęciem Boga. Pogląd ten stał się przyczyną długich sporów między jezuitami a neokonfucjanistami. Został także odrzucony w Europie przez katolickich teologów i uczonych, jego przeciwnikiem był m.in. Athanasius Kircher.
Wśród misjonarzy wybuchł spór, czy Boga chrześcijańskiego w tłumaczeniu na chiński nazywać imieniem Shangdi. Ostatecznie przyjęty został neologizm Tianzhu (天主), czyli Pan Niebios, od którego wywodzi się chińska nazwa katolicyzmu tianzhujiao (天主教).